# Witalij Oszarow
Witalij Wołodymyrowycz Oszarow (ukr. Віталій Володимирович Ошаров, ur. 16 lutego 1980 w Białej Cerkwi) – ukraiński szpadzista, brązowy medalista mistrzostw świata.
Podczas mistrzostw świata w Lipsku w 2005 roku Ukraińcy w składzie: Dmytro Czumak, Dmytro Kariuczenko, Maksym Chworost i Witalij Oszarow zdobyli brązowy medal w zawodach drużynowych. W tej samej konkurencji był też ósmy na mistrzostwach świata w Hawanie dwa lata wcześniej.
Wystartował na igrzyskach olimpijskich w Atenach w 2004 roku, gdzie drużynowo był piąty. Był to jego jedyny start olimpijski.
Zdobył ponadto srebrne medale drużynowo na mistrzostwach Europy w Bourges (2003) i mistrzostwach Europy w Zalaegerszeg (2005).